# Acanthurus chirurgus
Acanthurus chirurgus là một loài cá biển thuộc chi Acanthurus trong họ Cá đuôi gai. Loài cá này được mô tả lần đầu tiên vào năm 1787.

## Từ nguyên
Danh pháp của loài cá này, chirurgus, trong tiếng Latinh có nghĩa là "bác sĩ phẫu thuật", hàm ý đề cập đến ngạnh sắc ở hai bên cuống đuôi của chúng.

## Phạm vi phân bố và môi trường sống

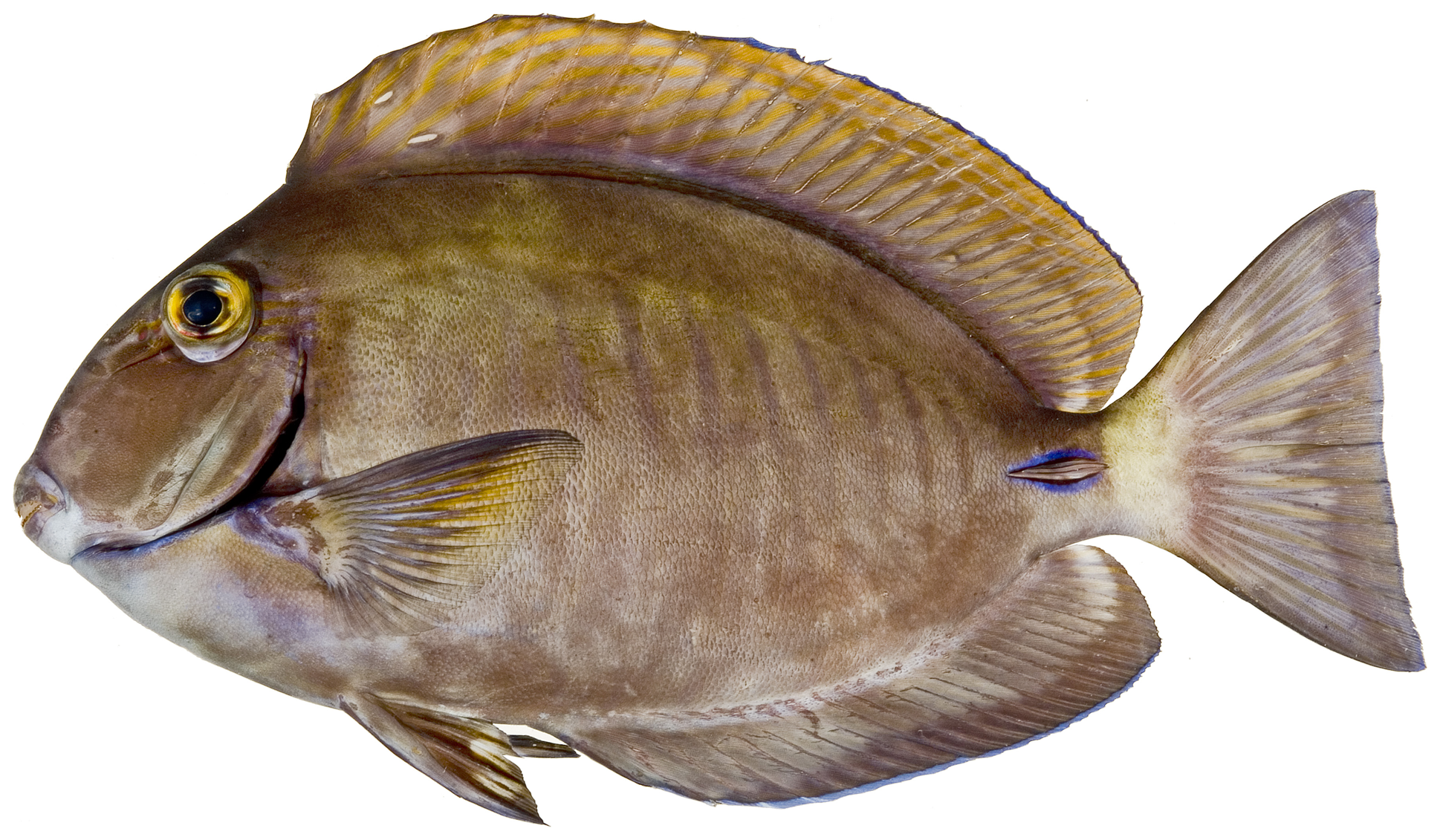
Tiêu bản của A. chirurgus

A. chirurgus có phạm vi phân bố phổ biến ở Tây Đại Tây Dương. Từ bang Massachusetts và Bermuda, loài cá này được ghi nhận dọc theo bờ biển phía đông Hoa Kỳ; trong vịnh México, A. chirurgus xuất hiện ngoài khơi các bang Florida, Texas và Louisiana (Hoa Kỳ), México và bán đảo Yucatán, mở rộng phạm vi đến khắp chuỗi đảo Antilles và biển Caribe; phạm vi của A. chirurgus trải dài về phía nam dọc theo bờ biển Brasil đến bang São Paulo, bao gồm các quần đảo ngoài khơi, xa nhất là đến đảo Ascension ở Trung Đại Tây Dương.
Những ghi nhận về sự xuất hiện của A. chirurgus ở Đông Đại Tây Dương, cụ thể là ngoài khơi Gambia, Senegal và Sao Tome và Principe có lẽ là sự xác định nhầm với loài họ hàng Acanthurus monroviae.
A. chirurgus cũng đã được ghi nhận tại Địa Trung Hải, khi một cá thể đang trưởng thành của chúng được quan sát ở ngoài khơi đảo Elba (Ý) vào năm 2015. Năm 2016, một cá thể đang trưởng thành khác của A. chirurgus được bắt gặp tại Malta. Sự xuất hiện của A. chirurgus ở cả hai trường hợp này được nghĩ là do việc vận chuyển thương mại của con người.
A. chirurgus sống gần các rạn san hô viền bờ và bãi đá ngầm ở độ sâu đến 70 m. Cá con sống trong thảm cỏ biển và rừng ngập mặn.

## Mô tả
Chiều dài cơ thể tối đa được ghi nhận ở A. chirurgus là 39 cm. Loài cá này có một mảnh xương nhọn chĩa ra ở mỗi bên cuống đuôi tạo thành ngạnh sắc, là đặc điểm của họ Cá đuôi gai. Ngạnh đuôi này có viền màu xanh lam ánh kim bao quanh.
Cơ thể của A. chirurgus có hình bầu dục thuôn dài, màu nâu xám với khoảng 10 dải sọc màu xám sẫm cách đều nhau ở hai bên thân. Vây đuôi hơi lõm, màu xanh lam sẫm, có thể có dải màu trắng bao quanh gốc đuôi. Vây hậu môn và vây lưng có viền màu xanh óng ở rìa.
Số gai ở vây lưng: 9; Số tia vây ở vây lưng: 23 - 26; Số gai ở vây hậu môn: 3; Số tia vây ở vây hậu môn: 21 - 23; Số tia vây ở vây ngực: 16 - 17; Số gai ở vây bụng: 9; Số tia vây ở vây bụng: 5.

## Sinh thái và hành vi

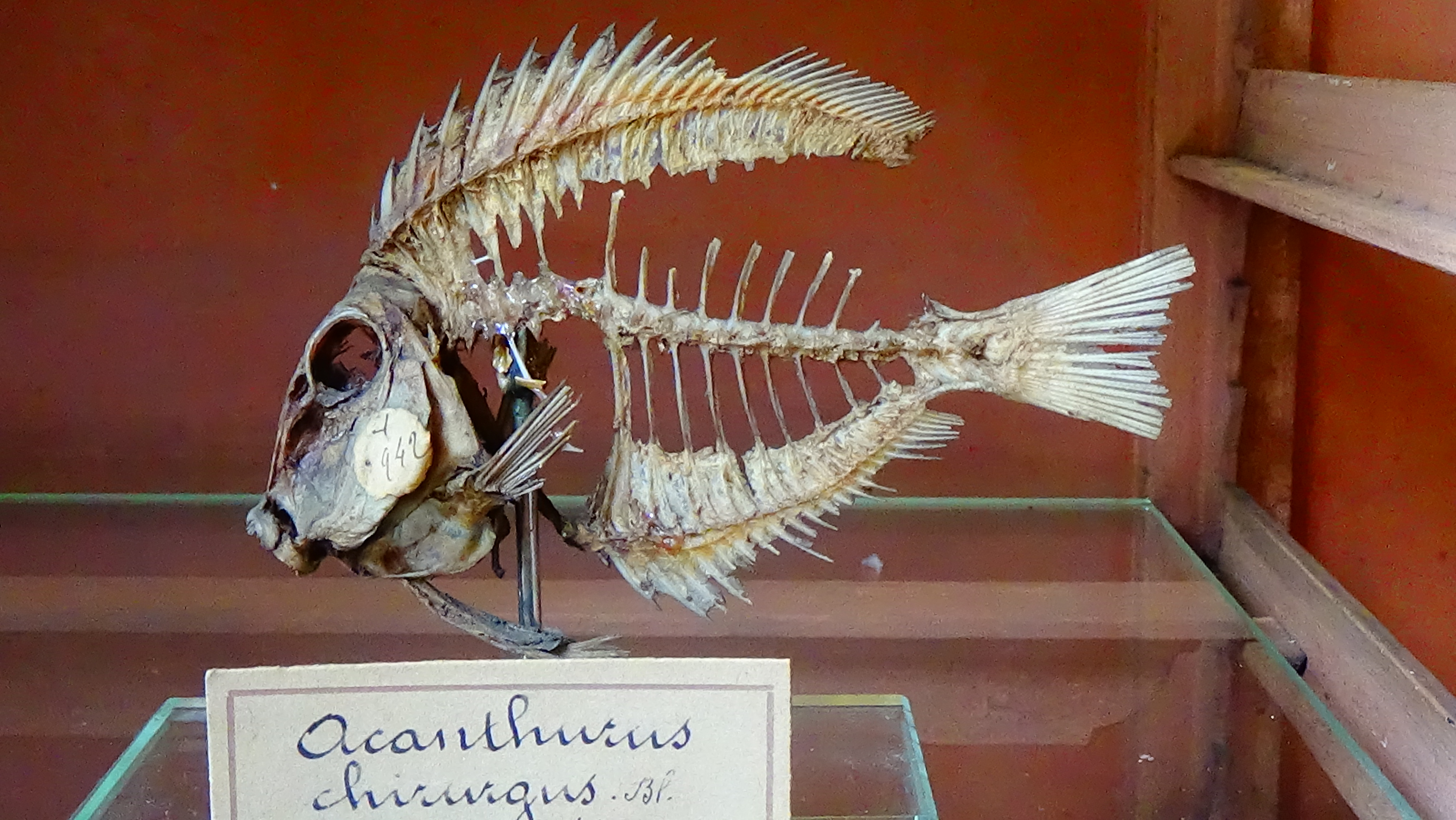
Bộ xương của A. chirurgus (lưu giữ tại Paris, Pháp)

### Kiếm ăn
Thức ăn của A. chirurgus chủ yếu là các loại tảo mọc ở đáy biển, đôi khi chúng ăn cả cỏ biển. Để giúp dạ dày hoạt động tốt hơn trong việc nghiền tảo, chúng có thể nuốt cả cát sỏi vào bụng.
Sau cái chết hàng loạt của nhím biển của loài Diadema antillarum trên khắp các vùng biển thuộc Tây Đại Tây Dương vào năm 1983, các nhà khoa học nhận thấy, quần thể trưởng thành của Acanthurus coeruleus và A. chirurgus đã tăng lên đáng kể (lần lượt là 250% và 160%), do nguồn tảo biển dồi dào mà trước đây cả hai phải chia sẻ với D. antillarum.

### Dọn vệ sinh
Tại quần đảo Fernando de Noronha, các nhà khoa học đã ghi nhận những "trạm vệ sinh" được lập bởi những cá thể chưa trưởng thành của cá thia Abudefduf saxatilis và hai loài cá đuôi gai A. coeruleus và A. chirurgus (12 - 25 cá thể với chiều dài nằm trong khoảng từ 7 đến 12 cm). "Khách hàng" mà chúng phục vụ là những cá thể đồi mồi dứa (Chelonia mydas).
Trước khi làm vệ sinh cho đồi mồi dứa, những "nhân viên vệ sinh" sẽ thực hiện một cuộc kiểm tra đặc trưng trên cơ thể đồi mồi, sau đó chúng sẽ cắn vào da của đồi mồi. Một số vết cắn trên da đồi mồi là do chúng bị "bức ép" bởi những "nhân viên vệ sinh". Thỉnh thoảng, đồi mồi dứa di chuyển chi trước của mình để đuổi những cá thể kiếm ăn theo cách này. Các bộ phận cơ thể của đồi mồi dứa được kiểm tra và làm sạch nhiều nhất là chân chèo.
Phần mai cũng được cả ba loài kể trên kiểm tra, nhưng chỉ có duy nhất A. chirurgus là kiếm ăn ở khu vực này. Chúng ăn tảo bám trên mai của đồi mồi dứa như cách mà chúng ăn tảo dưới đáy biển.

## Đánh bắt
A. chirurgus là một thành phần của nghề đánh cá thủ công, được đánh bắt bằng giáo, bẫy và lưới rê. Bên cạnh đó, A. chirurgus cũng được xem là một loài cá cảnh, với giá bán trực tuyến dao động trong khoảng từ 29,99 đến 69,95 USD tùy theo kích cỡ mỗi con.